# 1974-es Giro d’Italia
Az 1974-es Giro d’Italia volt az 57. olasz kerékpáros körverseny. Május 16-án kezdődött és június 8-án ért véget. Végső győztes a belga Eddy Merckx lett.

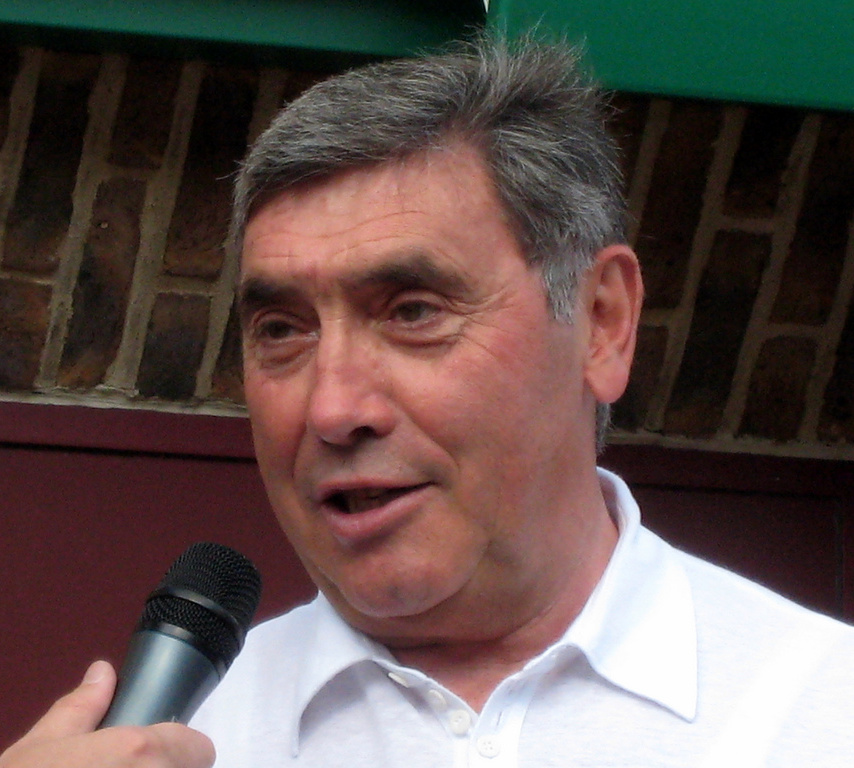
Eddy Merckx 2010-ben

## Végeredmény
|    | Versenyző                | Idő             |
| -- | ------------------------ | --------------- |
| 1  | Eddy Merckx              | 113 óra 08' 13" |
| 2  | Gianbattista Baronchelli | + 12"           |
| 3  | Felice Gimondi           | + 33"           |
| 4  | Costantino Conti         | + 2' 14"        |
| 5  | José Manuel Fuente       | + 3' 22"        |
| 6  | Giovanni Battaglin       | + 4' 22"        |
| 7  | Francesco Moser          | + 6' 17"        |
| 8  | Vicente López Carril     | + 10' 28"       |
| 9  | Franco Bitossi           | + 16' 05"       |
| 10 | Gösta Pettersson         | + 17' 08"       |